# Afrocardium exochum
Afrocardium exochum is een tweekleppigensoort uit de familie van de Cardiidae. De wetenschappelijke naam van de soort is voor het eerst geldig gepubliceerd in 1907 door Melvill in Melvill & Standen.